# 永瀬パーツ
株式会社永瀬パーツ（ながせパーツ）は、熊本県熊本市中央区に本社を置く自動車補修部品の卸販売事業を営む企業である。
国産車・輸入車・二輪・農機・建機などの純正部品から優良部品、機械工具・リフトなどの什器なども取り扱う。
卸売業がメインだが、小売にも対応する。
全日本自動車部品卸商協同組合の組合員。

## 沿革
- 1947年（昭和22年）  1月 - 熊本市西唐人町に個人自営として発足
- 1950年（昭和25年）  7月 - 法人組織に改め社名を「合資会社 永瀬電機工業所」とする
- 1958年（昭和33年）  1月 - 「合資会社 永瀬パーツ」に社名変更
- 1961年（昭和36年）  9月 - 八代市大手町に八代営業所開設
- 1969年（昭和44年）11月 - 熊本市健軍町に健軍営業所開設
- 1973年（昭和48年）  6月 - 玉名郡岱明町に玉名営業所開設
- 1975年（昭和50年）12月 - 阿蘇郡一の宮町に阿蘇営業所開設
- 1979年（昭和54年）  9月 - 永瀬邦治が代表取締役社長に就任
- 1982年（昭和57年）  2月 - 芦北郡芦北町に芦北出張所開設
- 1989年（平成元年）  6月 - 本社新社屋落成
- 1998年（平成10年）11月 - 「株式会社 永瀬パーツ」に社名変更
- 2003年（平成15年）  4月 - 創立55周年記念として初の主催展示会「GOGOフェア！！」を開催
- 2017年（平成29年）  1月 - 永瀬義剛が代表取締役社長、永瀬邦治が代表取締役会長に就任
- 2018年（平成30年）  3月 - 熊本県「よかボス企業」に登録

## 営業所
- 本社 - 熊本市中央区本山4-3-3
- 阿蘇営業所 - 熊本県阿蘇市一の宮町宮地4377-7

かつてあった支店・営業所
- 八代支店 - 八代市大手町
- 芦北出張所
- 玉名営業所 - 玉名郡岱明町
- 健軍営業所 - 熊本市東区錦ヶ丘

## 主要取引先
- 明治産業株式会社
- 大洋株式会社
- ヤマト自動車株式会社
- 東邦自動車株式会社
- 株式会社デンソーソリューション
- トヨタモビリティパーツ株式会社
- 日産部品九州販売株式会社
- マツダパーツ株式会社
- 株式会社ホンダパーツ九州
- ブリヂストンタイヤジャパン株式会社
- 日本特殊陶業株式会社
- 株式会社ブロードリーフ